# 눌차항
눌차항(訥次港)은 대한민국 부산광역시 강서구 가덕도동에 있는 어항이다. 지방어항으로 지정되었다. 시설관리자는 부산광역시 강서구청장이다.

## 어항 구역
눌차항의 어항 구역은 다음과 같다.
- 향월부락 선착장 기부에서 반경 300m 선내수역

## 해양 레저
눌차항의 다음 해역에서 해양레저 활동을 하고자 하는 경우에는 구명 설비 등 안전에 필요한 장비를 갖추고 사전에 창원해양경찰서장의 허가를 받아야 한다.
- 근거법령 : 해양안전법 제34조의3, 같은법 시행령 제10조
- 고시구역 : 다음 각호의 기점을 순차적으로 연결한 선안의 해역

1. 북위 35-04.00, 동경 128-50.18
2. 북위 35-03.95, 동경 128-50.11

## 관련 기관
- 부산광역시 강서구 - 어항 시설관리자
- 창원해양경찰서 - 해양레저 허가권자